# Четверта книга Макавеїв
Четверта книга Макавеїв (грец. ΜΑΚΚΑΒΑΙΩΝ Δ) — текст, що відносяться до апокрифів Старого Заповіту. У деяких православних церквах визнається як додаток до Біблії. У Західних церквах (католицькі та ін) — відсутній. Традиція з часів Євсевія Кесарійського приписує авторство Четвертої книга Макавеїв Йосипу Флавію. Дослідники також приписують авторство книги юдейській діаспорі сирійської Антіохії кінця першого століття нашої ери.

## Назва і час написання
Текст, що відомий за назвою Четверта книга Макавеїв, називався раніше «Про самовладання та силу суджень». Однак ця назва не прижилася і текст названо за описом подій, які також передаються у Другі книзі Макавеїв — про мученика Елеазара, його матір і сімох братів. Текст написаний у 90-х роках першого століття в Сирії чи Малій Азії.

## Зміст
Текст поділяється на 2 частини (4Мак 1:1-3:18; 4Мак 3:19-17:6). Перша частина — філософського змісту, а друга опис мучеництва, здебільшого повторення історії з Другої книги Макавеїв. Перша частина за своєю будовою і викладом є філософсько-етичною промовою. Автор пробує довести, що здоровий глузд панує над потягом і використовує при цьому приклади з Другої книги Макавеїв. Так, у 9 строфі автор пише — «Оскільки ці на болі не зважали, показали вони, що здоровий глузд є над потягом до насильства». Так автор(и) закликали юдеїв вірності Торі. Четверта книга Макавеїв служить свідченням того, що еллінізм та юдейське благочестя можуть співіснувати разом і елліністична форма викладу та юдейська думка можуть служити разом.